# Johann t’Serclaes Tilly

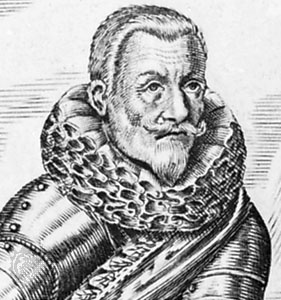
Johann t'Serclaes Tilly

Johann t'Serclaes Tilly (Tilly vára, Vallon-Brabant, Belgium, 1559 februárja – Ingolstadt, 1632. április 30.) a harmincéves háború egyik híres hadvezére, vallon nemzetiségű volt.

## Pályájának kezdete
Jezsuita kolostorban nevelkedett, majd spanyol hadi szolgálatba lépett és Alessandro Farnese pármai herceg (1545–1592) szolgálatában nyert katonai kiképzést. Később a lotaringiai herceg szolgálatába állt, 1598-ban a német-római császár szolgálatába lépett. 1600-ban, mint alezredes Magyarországon harcolt a magyar felkelők és a törökök ellen. A következő évben egy vallon ezred parancsnokává, majd császári tüzértábornokká nevezték ki. 1610-ben I. Miksa bajor választófejedelem a bajor hadügy újjászervezésével bízta meg.

## A harmincéves háborúban
- 1620: A 30 éves háború kitörésekor a Katolikus Liga tábornagyává nevezték ki, a csehek ellen vonult, akiket 1620. november 8-án, a fehérhegyi döntő ütközetben megvert.
- 1621: Mansfeld Ernő gróf ellen fordította fegyverét, akit Felső-Pfalzba szorított vissza, majd betört a rajnamelléki Pfalzba, azonban
- 1622. április 27-én Wiesloch mellett a mingolsheimi csatában Mansfeld és a baden-durlachi grófok hadaitól érzékeny vereséget szenvedett.
- 1623: Ezt a csorbát azonban már május 6-án a Neckar melletti Wimpfen közelében kiköszörülte, majd Keresztély braunschweigi herceget győzte le Höchst mellett, ennek következtében Heidelberg és Mannheim megnyitották kapuikat a győztes előtt. Augusztus 6-án Stadtlohn mellett a braunschweigi herceget még egy döntő ütközetben megverte, II. Ferdinánd császár Tillyt grófi rangra emelte.
- 1626: Augusztus 27-én Lutter am Barenberge közelében megverte IV. Keresztély dán királyt.
- 1629: A dán király május 12-én a lübecki béke aláírására kényszerült.
- 1630: Wallenstein helyett az összes ligai és császári hadak generalisszimuszává nevezték ki. Megkezdte a visszatérési rendelet (Restitutions-Edikt) erőszakos keresztülvitelét Észak-Németországban. Ostrom alá vette a protestánsok utolsó várát, az erős Magdeburgot.
- 1631. május 20-án Tilly csapatai bevették Magdeburgot. Tilly féktelen zsoldos hada a virágzó várost teljesen elpusztította és kirabolta. Az egyesült német, protestáns és svéd hadak Gusztáv Adolf vezérlete alatt Breitenfeld mellett 1631. szeptember 17-én döntő győzelmet arattak a császáriak felett; maga Tilly is megsebesült, serege pedig feloszlott. A harcmezőről Tilly Halberstadtba sietett és miután serege romjait újjászervezte, a fenyegetett Bajorország védelmére dél felé fordult, miközben azonban a svédek folyton követték.
- 1632: A Lech folyón való átkelésnél, Rain közelében április 5-én újabb csata(wd) bontakozott ki, amelyben Tilly ismét vereséget szenvedett. Tilly, akinek jobb combját egy ágyúgolyó szétroncsolta, halálosan megsebesült. Két hét múlva Ingolstadtban meghalt.

## Emlékezete
- 1843-ban Münchenben szobrot emeltek a tiszteletére.
- Carrarai márványból faragott életnagyságú szobrát felállították a Hadvezérek csarnokában, a bécsi Hadtörténeti Múzeumban.